# Nationalstraße B8
Die Nationalstraße B8 ist die wichtigste Straße von Zentral-Namibia in den Nordosten des Landes und die einzige Straßenverbindung in die Region Sambesi (Trans-Caprivi-Corridor). Die Nationalstraße beginnt bei Otavi, wo sie Anschluss an die Nationalstraße B1 besitzt, und führt über Rundu bis nach Katima Mulilo. Dort führt die Katima Mulilo-Brücke nach Sambia. Richtung Südosten führt die Straße weiter nach Ngoma, wo sie auf der Ngomabrücke an der Grenze nach Botswana endet.

## Galerie

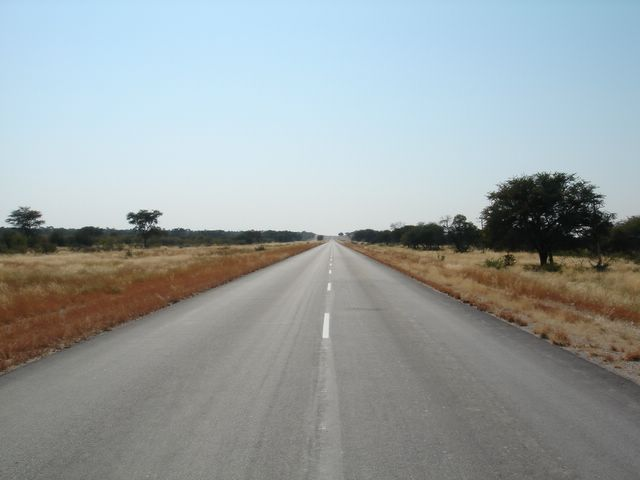
Die B8 zwischen Rundu und Grootfontein
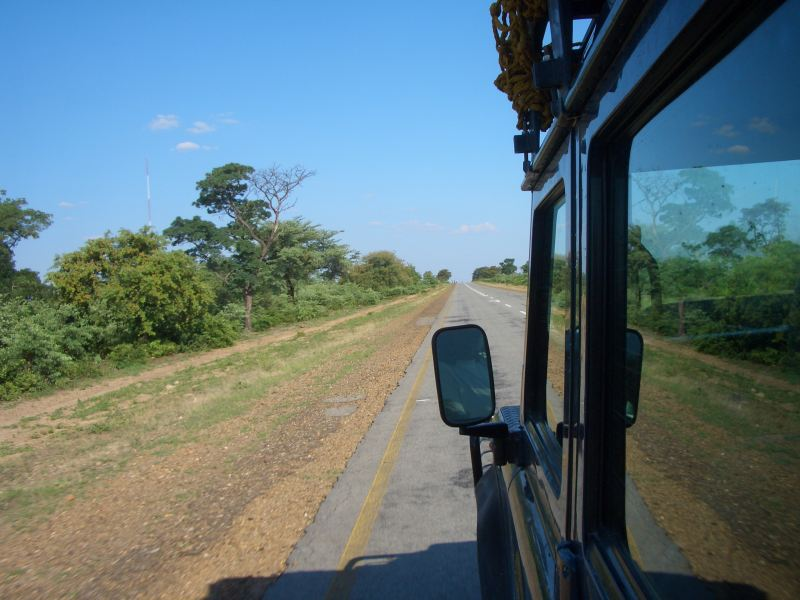
Die B8 im Caprivizipfel
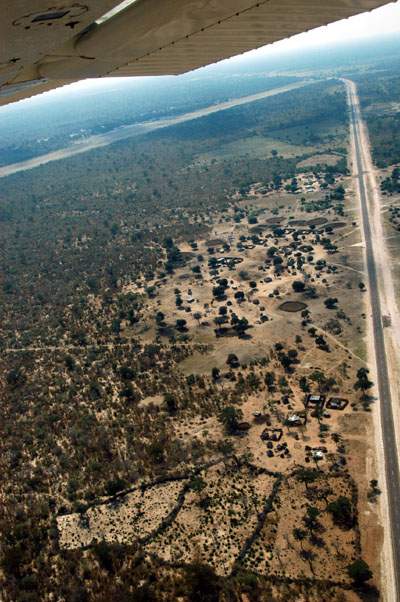
Anflug auf den Flughafen Mpacha, B8 am rechten Bildrand
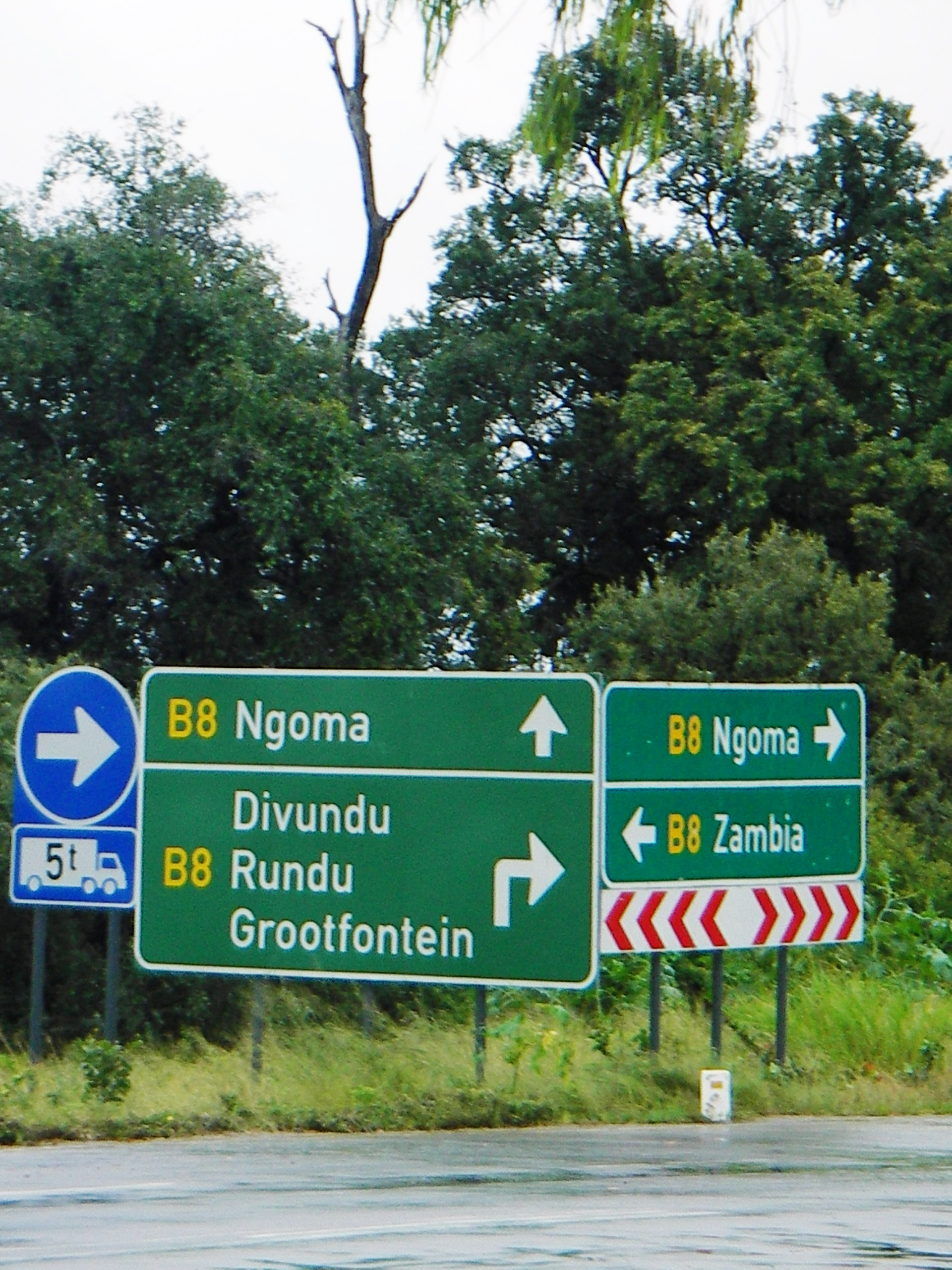
Die B8 zwischen Katima Mulilo und Ngoma, mit Kreuzung nach Rundu